# Folicana robusta
Folicana robusta är en insektsart som beskrevs av Henry Fairfield Osborn 1938. Folicana robusta ingår i släktet Folicana och familjen dvärgstritar. Inga underarter finns listade i Catalogue of Life.